# 转差率
转差率（slip）是指异步电动机的实际转速和同步速的差占同步速的比重。即同步速减去实际转速所得的差再除以同步数。通常用字母{\displaystyle s}表示。定义见下式：
其中：
- {\displaystyle s}--转差率。无单位。
- {\displaystyle n_{s}}--同步速，即电动机旋转磁场的转速，单位rpm。
- {\displaystyle n_{r}}--电动机的轉子实际转速，单位rpm，当实际转速与旋转磁场转向相反时，为负值。